# Platysternus hebraeus
Platysternus hebraeus là một loài bọ cánh cứng trong họ Cerambycidae.